# Bibel TV
Bibel TV ist ein deutschsprachiger Fernsehsender mit einem christlichen 24-Stunden-Programm, der seinen Sitz in Hamburg hat und sich im Wesentlichen durch Spenden finanziert. Geschäftsführer war bis Anfang 2013 Henning Röhl. Seit Anfang 2013 ist Matthias Brender alleiniger Geschäftsführer von Bibel TV.

## Programminhalte
Das Programm von Bibel TV besteht aus Reportagen, Dokumentationen, Bibellesungen, Predigten und Ratgebersendungen sowie Gesprächsrunden und Talkshows, die Themen aus allen christlichen Bereichen behandeln. Außerdem werden Kinderserien, Fernseh- und Spielfilme gesendet (meist aus italienischer und deutscher, zum Teil aus US-Produktion) sowie christliche Musiksendungen von Klassik bis Pop. Es gibt nur wenige Eigenproduktionen, wie etwa Bibel TV das Gespräch. Die Beiträge werden größtenteils günstig bis kostenlos erworben. Einzelne Sendungen werden mit Partnern produziert.
Zum Standardprogramm gehören die zwei Jesusfilme nach Lukas (1979) und nach Matthäus (Südafrika 1993, in vier Teilen).
Die Gesellschafter von Bibel TV vertreten unterschiedliche Konfessionen und theologische Ansichten. Um daraus resultierende Konflikte zu vermeiden, wurde anfangs beschlossen, keine Gottesdienste zu übertragen. Regelmäßige Gottesdienstaufzeichnungen gehören erst seit März 2009 zum Programm und werden derzeit von den Zieglerschen Anstalten (mit Übersetzung in Deutsche Gebärdensprache), ERF Medien, dem Evangelischen Medienhaus und Hour of Power durchgeführt. Ein Großteil des Programms wird von verschiedenen kleinen Programmpartnern mit zum Teil volkskirchlichem und freikirchlichem Hintergrund bestritten. Die Evangelische Kirche in Deutschland (EKD) stellt eine größere Anzahl von Programmbeiträgen bereit.
Hinzu kommen Beiträge von römisch-katholischen Produktionsfirmen. Seit April 2016 kooperiert Bibel TV mit dem katholischen Domradio und sendet montags bis samstags live um 8 Uhr die Frühmesse aus dem Kölner Dom, seit April 2021 montags bis freitags um 6:30 Uhr die Frühmesse aus dem Salzburger Dom sowie sonntags weitere Gottesdienste live aus dem Salzburger Dom, dem Würzburger Dom, dem Berliner Dom, der St.-Jürgen-Kapelle in Lübeck sowie dem St.-Paulus-Dom in Münster. Die übrigen Gottesdienste werden als Aufzeichnungen gesendet. Im Morgenprogramm „startklar – mit Gott in den Tag“ werden Sendungen aus dem Gebetshaus Augsburg und der Creativen Kirche in Witten gesendet. Auch die jährlichen Dankgottesdienste zum Startjubiläum von Bibel TV werden live gesendet.
Aus dem Heiligen Land bzw. Israel berichten jeweils wöchentlich die Sendungen Fokus Jerusalem und Faszination Israel der International Christian Embassy Jerusalem, ICEJ.

### Weitere Livestreams mit Mediathek
Im Internet stehen weitere Programme live zur Verfügung:
- Bibel TV Impuls (Predigt-Kanal)
- EchtJetzt (Talkshow-Kanal) im BibelTV-Portal echtjetzt.tv
- Live-Gottesdienste auf meingottesdienst.com, einem externen Portal von Bibel TV

Die meisten Sendungen sind auch in den jeweiligen Mediatheken abrufbar.

### Sonstige programmbezogene Dienste
Bibel TV bietet einen eigenständigen Teletext sowie einen EPG an. Ein Programmheft wird auf der Website des Senders angeboten und auf Wunsch monatlich kostenlos versendet. Es ist Teil des „Botschafter-Pakets“, das der Sender an Zuschauer verschickt, die den Sender durch die Auslage von Informationsmaterial bei Gemeindebüchertischen und anderen Veranstaltungen bekannt machen. Die Auflage liegt bei 223.600 Exemplaren.

### Screendesign und Logo
Die Symbolik der einzelnen Elemente werden folgendermaßen erklärt: Die Farbe Blau steht für die Größe und Weite Gottes und das Orange für die Menschen und die Wüste, durch die das Volk Gottes zog; die Farbschattierungen für die Programmvielfalt des Senders. Der Stern symbolisiert den Morgenstern der Propheten und die Sternennavigation der Seefahrer. Die zwölf Wellenlinien stehen für die zwölf Stämme Israels und im übertragenen Sinn für Gottes verschlungene „Wege mit seinem Volk und mit uns“.
Der Binnenpunkt in der Schreibweise „bibel.tv“ ist lediglich Bestandteil des Logos und nicht des Programm- oder Veranstalternamens.

## Medienportal und Streamingdienst
Um mehr junge Leute zu erreichen, wurde vom „Bibel Lab“ der Bibel-TV-Stiftung die Plattform „GoodBuzz“ entwickelt. Das mit Listicles gestaltete Portal, das Lebensfragen behandelt und Tipps aus christlicher Perspektive gibt, ist seit März 2018 online.
Im Juni 2019 wurde der Streamingdienst „Yesflix“ gestartet, der „die Botschaft christlicher Werte auch auf innovativen Wegen in die junge Medienwelt“ übertragen und damit „neue Wege für wertkonservative, gewaltfreie Unterhaltung“ schaffen soll. Filme und Serien werden als Video-on-Demand in einem Abonnement angeboten und können per Web oder App abgerufen werden.

## Geschichte
Bibel TV geht auf eine Initiative des Verlegers Norman Rentrop zurück. Der Sender wurde am 11. Januar 2001 in Bonn-Bad Godesberg von 15 Gesellschaftern gegründet. Seit Mai 2001 ist sein Sitz in Hamburg. Der Sendestart war im Oktober 2002 und basierte auf verschiedenen Formaten: Bibel TV, Bibel TV Kino, Bibel TV JERICHO, Bibel TV LEBEN sowie Bibel TV STERNCHEN. Bibel TV ist damit der erste Digitalsender in Deutschland mit christlichem Programm, da das ältere K-TV erst einen Monat später in die digitale Verbreitung einstieg. Im Februar 2003 erschien das erste Programmheft mit einer Auflage von 2.000 Stück.
2004 bis 2006 verlieh Bibel TV zusammen mit der Fernseharbeit der evangelischen und der katholischen Kirche sowie der christlichen Hilfsorganisation World Vision Deutschland den Gospel-Award im Fernsehen. Bereits 2004 wurden Teile daraus (das Finale mit der Abstimmung) erstmals live bei Bibel TV übertragen. Bis dahin wurde die einmalige Anschubfinanzierung der Gesellschafter aufgebraucht. Damit hat der Sender nach eigenen Angaben die Kostendeckung erreicht. In dieser Startphase gehörte Bibel TV nach eigenen Aussagen zu den Fernsehsendern mit dem niedrigsten Budget. Das Spendenvolumen lag im Jahr 2005 bei 1,4 Millionen Euro, gegenüber 757.000 Euro im Jahr 2004. Die Werbung wurde durch Digital Marketing übernommen, das sich auf digitales Fernsehen spezialisiert hat.
Im Jahr 2006 schrieb der Sender nach eigenen Angaben zum ersten Mal schwarze Zahlen.
Der frühere Vorsitzende des Programmbeirats Bernd Merz (vormaliger Medienbeauftragter der EKD) wurde ab dem 1. Oktober 2007 zum zusätzlichen Geschäftsführer für zwei Jahre berufen. Röhl und Merz leiteten Bibel TV bis September 2009 gleichberechtigt. Merz war in dieser Zeit unter anderem für den Aufbau des Jugendsenders Tru Young Television verantwortlich.
Im Juni 2006 hatte die für Bibel TV zuständige Hamburgische Anstalt für neue Medien die im Dezember 2001 erfolgte Zulassung des Senders um fünf Jahre bis Ende 2011 verlängert. Bibel TV verfügt laut der Medienanstalt über ein differenziertes Programmschema.
Im Mai 2007 erteilte die Medienanstalt Hamburg Schleswig-Holstein Bibel TV die Lizenz für einen weiteren Sender. Der ehemalige Mitgeschäftsführer Bernd Merz sah im Jahr 2007 Bedarf in der Altersgruppe der Zehn- bis 29-jährigen, die unter den regelmäßigen Bibel TV-Zuschauern einen Anteil von rund 37 Prozent ausmachten. Der Jugendsender (siehe Hauptartikel Tru Young Television) ging am 26. Dezember 2009 live auf Sendung. Seitdem wurde auch der Anteil der Liveübertragungen im Hauptprogramm erweitert. Inzwischen ist Tru nurmehr als Live-Stream zu empfangen und sendet seit Ende 2009 mit katholischen Gottesdiensten aus dem Kölner Dom auch regelmäßige Livesendungen bei Bibel TV.
2010 konnten nach Angaben des Senders 27 Millionen Haushalte in Deutschland, Österreich und der Schweiz Bibel TV empfangen. Neben dem Verbreitungsweg über Satellit und IP-TV gehörte von Anfang an auch der Livestream auf der eigenen Homepage dazu, aber auch die terrestrische Verbreitung via DVB-T, die durch Röhl gefördert wurde. Seit dem Start von DVB-T2 am 29. März 2017 ist der Sender Teil des (im Gegensatz zu anderen privaten Sendern) kostenlosen Programmangebots.
Im Januar 2011 beanstandete die Kommission für Zulassung und Aufsicht Schleichwerbung im von Hademar Bankhofer moderierten Format „Der gesunde Weg“ in Sendungen von September 2010. Die ausgestrahlten Interviews sind Zweitverwertungen der Sendung „Einfach Bankhofer“ des Privatsenders Austria 9 TV. Bibel TV wies die Vorwürfe zurück. Die Produzentin und Bankhofer hätten ausdrücklich versichert, für diese Sendereihe keine Zuwendungen, Gefälligkeiten oder Vorteile entgegengenommen zu haben. Der Sender gehe nur aus Kostengründen nicht gegen die Beanstandung vor und strahlt die Sendereihe weiter aus.
Am 14. Juni 2012 wurde Matthias Brender einstimmig zum Nachfolger Röhls gewählt. Röhl bat darum, seinen im Januar 2013 auslaufenden Vertrag nicht zu verlängern. Brender wurde im November 2012 Mitgeschäftsführer und im Februar 2013 Röhls Nachfolger.
Am 14. Oktober 2013 wurde via Astra 19,2 °Ost Bibel TV HD aufgeschaltet. Bis März 2014 erreichte das Programmheft die Grenze von 200.000 Exemplaren und erreichte im September 2021 den vorläufigen Höchststand von 275.700 Exemplaren.
Im Frühjahr 2020 stellte die Kirchengewerkschaft bei der Staatsanwaltschaft einen Strafantrag gegen Bibel TV wegen Verhinderung einer Betriebsratswahl (§ 119 BetrVG). Zuvor waren im Dezember 2019 zwei Betriebsratsinitiatoren entlassen worden. Im August 2020 wurde mit den Betroffenen ein Vergleich geschlossen, nach dem die Staatsanwaltschaft das Ermittlungsverfahren einstellte.

## Empfang
Bibel TV ist je nach Ort über Satellit, als Livestream (IPTV), Antenne oder Kabelfernsehen zu empfangen.

### Technik
Bibel TV ist digital über den Satelliten Astra 1H auf Transponder 108 mit der Frequenz 12.552 MHz in vertikaler Polarisation zu empfangen (nach einem Frequenzwechsel am 30. September 2009), sowie in zahlreichen digitalen Kabelnetzen, z. B. bei Vodafone Kabel Deutschland und Unitymedia. Bibel TV HD startete am 22. November 2013 einen (laut Einblendung) Testbetrieb mit regulärem Programm über Astra 1L auf 11.244 MHz horizontal, 22.000 kSymbole, FEC 5/6 starten. Die Übertragung erfolgt in DVB-S, sodass der Sender am Computer bei Verwendung von HD-fähiger Software auch mit alten DVB-S-Karten empfangen werden kann. Deutschlandweit ist Bibel TV in allen Ballungsräumen auch über das digitale Antennenfernsehen DVB-T2 HD zu empfangen.
Seit Mai 2007 wird das Programm des Senders online über einen Live-Stream übertragen, jedoch außerhalb Deutschlands aus lizenzrechtlichen Gründen mit Unterbrechungen. In den Übertragungspausen wird auf das Archiv verwiesen (Video-on-Demand-Bereich). Obwohl bereits seit 2004 die erste Liveübertragung belegbar ist, hat Bibel TV erst nach Start der neuen Playout-Automation im Dezember mit dem Liveprogramm von Tru TV begonnen, regelmäßig live zu senden und sukzessive mehr Liveübertragungen im Hauptprogramm übernommen.
Ein Live-Stream des kompletten Programms wird über Zattoo angeboten. Seit Mai 2008 kann Bibel TV auch bei OnlineTVRecorder aufgezeichnet werden.

### Reichweite
Die technische Gesamtreichweite gibt Bibel TV mit ca. 36 Millionen Haushalten in D-A-CH an. Das seien nach Angabe des damaligen Senderchefs Henning Röhl über 20 Millionen in Deutschland, davon zwölf Millionen über Satellit, sechs Millionen über Kabel analog und digital, zwei Millionen über DVB-T (Stand: 2010) und 0,7 Millionen über IPTV.
Die tatsächliche Reichweite gab die Gesellschafterversammlung im Jahr 2016 mit 192.000 Zuschauern täglich an. 2017 wurde die Anzahl Zuschauer auf 300.000 täglich, an Karfreitag 2017 über 500.000 geschätzt. 2022 waren es nach eigenen Angaben etwa bis zu 700.000 Zuschauer täglich.

### Sendetechnik
Bis 2008 wurde eine Liste mit der Abfolge der Sendungen zusammen mit den Videobändern zur Luxemburger Firma BCE geschickt, die das Playout (das Ausstrahlen zum Satelliten Astra) selbstständig tätigte. Bei BCE wurden 1000 Stunden Sendezeit angemietet, die gleichzeitig noch ausreichten, das Onlinearchiv bereitzuhalten. Durch dieses einfache Verfahren entstanden nur geringe Kosten bei hoher Zuverlässigkeit. Seit Oktober 2008 transferiert Bibel TV das Sendematerial über eine Standleitung und programmiert und überwacht die Sende-Server in Luxemburg und Wien selbst.

## Finanzierung
Bibel TV finanziert sich nach Angaben seiner Stiftung hauptsächlich über Spenden von Freunden und Zuschauern. Das Ausgaben- und Einnahmenvolumen des Senders betrug im Jahr 2007 ca. 4,5 Millionen Euro. Das Spendenaufkommen stieg um 52 Prozent auf 2,08 Millionen Euro, durch Werbung, Sponsoring und andere Einnahmequellen wurden 517.000 Euro verbucht, der Umsatz erhöhte sich auf 2,6 Millionen Euro. Es wurden von 17.000 Spendern Beiträge zwischen 1 Euro und 30.000 Euro gespendet. Damit stieg der Spendenanteil stärker als die Werbeeinnahmen und lag bei 80,1 Prozent.
Der von den Gesellschaftern verabschiedete Etat von Bibel TV für 2008 sieht Einnahmen und Ausgaben in Höhe von 5,5 Millionen Euro vor. Etwa 80 Prozent dieser Summe sollten 2008 durch Spenden der Zuschauer aufgebracht werden, die restlichen 20 Prozent durch Werbung und andere Einnahmen. 2010 wurde der Sender zu 90 Prozent durch Spenden finanziert und zu 10 Prozent durch Werbung. Ein wesentlicher Teil des jährlichen Budgets wurde im Jahr 2010 für die terrestrische Verbreitung über DVB-T aufgewendet. Allein für die drei Verbreitungswege Satellit, Kabel- und Antennenfernsehen waren 3,3 Mio. EUR budgetiert. Durch den Wegfall einiger terrestrischer Standorte stehen inzwischen wieder mehr Mittel für Programminhalte zur Verfügung.
Im Jahr 2015 konnten die Zuschauerspenden gegenüber 2014 um 0,9 Millionen auf 7,1 Millionen Euro gesteigert werden. 2019 stiegen die Erlöse aus Werbung und Spenden auf insgesamt 12,9 Millionen Euro an, davon 9,9 Mio. Euro auf Einnahmen durch Spenden von rund 67.000 Unterstützern.

## Organisationsform
Die Bibel TV Stiftung ist eine gemeinnützige GmbH mit Sitz in Hamburg.
Die Katholische Kirche und die Evangelische Kirche halten über die jeweiligen Film- und Fernsehfirmen Astratel Radio- und Televisions-Beteiligungsgesellschaft und die im Besitz der EKD Media befindliche Orbitel Medien GmbH jeweils 12,75 Prozent der Anteile an der Bibel TV Stiftung gGmbH und haben damit zusammen eine Sperrminorität, da gemäß der Satzung wichtige Entscheidungen mit einer Mehrheit von 75 Prozent der Stimmen gefällt werden müssen.

### Gesellschafter
Rund die Hälfte der Anteile sind im Besitz der Norman-Rentrop-Stiftung, benannt nach dem Gründer von Bibel TV. Die evangelische und die katholische Kirche halten über hauseigene Medienfirmen zusammen 25,5 %. Außerdem gehören Missionswerke, freikirchliche Organisationen und christliche Medienunternehmen zu den Gesellschaftern.
Die Gesellschafter setzen die Geschäftsführung ein. Sie überwachen die Geschäftsführung und unterstützen den Sender bei der inhaltlichen Gestaltung des Programms.
- Astratel
- Campus für Christus
- cfnet
- Cornhouse Stiftung International
- Deutsche Bibelgesellschaft
- Evangelisches Fernsehen Augsburg
- ERF Medien (Deutschland)[4]
- Gemeinde und Missionswerk Arche
- Samaritan’s Purse
- Christlicher Medienverbund KEP
- Media Vision
- Neues Leben Medien[4]
- Rentrop-Stiftung 52 %[49]
- Vereinigung Evangelischer Freikirchen[4]
- EKD-Media GmbH, das Medienwerk der Evangelischen Kirche in Deutschland
- SCM-Verlag

### Programmbeirat
Die Gesellschafterversammlung wählt „erfahrene Experten aus Medien und Kirchen“ in den Bibel-TV-Programmbeirat. Die ehrenamtlichen Mitglieder beraten die Geschäftsführung von Bibel TV in allen Programmfragen. Dabei achten sie besonders auf die Einhaltung des satzungsgemäßen Zwecks der Gesellschaft.
Der Bibel TV Programmbeirat wird alle vier Jahre neu von den Gesellschaftern gewählt. Seit 2011 gehörten erstmals auch ein Österreicher und ein Schweizer zum Beirat. Mitglieder des Programmbeirates sind derzeit (2019): Ulrich Heckel, Lars Tutt, Albert Biesinger, Melanie Carstens, Wolf-Dieter Kretschmer, Bernd Merz, Hans-Peter Mumssen, Johannes Pricker, Helmut Rakowski und Joachim Zöller.